# Thinopteryx praetoria
Thinopteryx praetoria är en fjärilsart som beskrevs av Charles Oberthür 1911. Thinopteryx praetoria ingår i släktet Thinopteryx och familjen mätare. Inga underarter finns listade i Catalogue of Life.